# CFL 3600
De locomotief reeks 3600 is een type elektrische locomotief dat sinds 1954 wordt ingezet door de Chemins de fer luxembourgeois (CFL). Deze reeks is gebouwd door Matériel de traction électrique (MTE) en draagt de nummers 3601-3620. Deze reeks heeft een Franse zusterreeks die nagenoeg identiek is, namelijk de reeks BB 12000.

## Geschiedenis
De locomotieven werden ontwikkeld en gebouwd door Matériel de traction électrique (MTE) en Schneider-Westinghouse. MTE werd in 1954 opgericht als dochteronderneming van Jeumont-Schneider in Creusot-Loire voor ontwikkeling en bouw van 25.000 volt 50 Hz wisselstroomlocomotieven in Frankrijk.
In de jaren 1960 werd de Moezel gekanaliseerd om een betere toegang van de industriegebieden van Luxemburg en Frankrijk met de Rijn te verkrijgen. Luxemburg werd door de Franse staat schadeloos gesteld voor de kanalisatiekosten door het leveren 20 locomotieven aan de Luxemburgse staat. De Luxemburgse staat verkocht deze locomotieven door aan de CFL.
De locomotieven waren gelijk aan de Franse reeks BB-12000.
In januari 1958 werden de eerste drie locomotieven overgedragen in een blauwe kleur. De laatste loc werd in maart 1960 in dienst gesteld. De locs hadden een piekvermogen van 3600 pk. Zoals wel vaker gebeurde bij de CFL werd het vermogen gebruikt voor een serienummer. De reeks 3600 was daarmee een feit. Sinds 1972 kregen de krokodillen bij revisie de latere bordeauxrode kleur met gele belijning. Ook werden in die jaren de hooggeplaatste koplampen verwijderd en de rechthoekige buffers vervangen door ronde exemplaren. Tegelijkertijd werd een versterkte bufferbalk aangebracht.
Zonder verdere noemenswaardige uiterlijke aanpassingen was de reeks 3600 jarenlang te zien op het Luxemburgse spoorwegnet op de geëlektrificeerde baanvakken voor het vervoer van zware goederentreinen en de personendienst. Na de elektrificatie van de Noordlijn werd vanaf 1993 het werkterrein naar het noorden uitgebreid. 

Door de afwijkende Belgische bovenleidingspanning op de lijn Luxemburg-Kleinbettingen werden de kroko’s daar niet ingezet.

## Constructie en techniek
De locomotief heeft een stalen frame. De tractie-installatie is uitgerust met een wisselstroomtransformator en heeft gelijkstroommotoren in de draaistellen. Iedere motor drijft een as aan.

### Nummers
De volgende locomotieven zijn op dit moment als museumlocomotief actief:
- 3602: Bahnpark Augsburg[1]
- 3608: SSMN (Service des sites et monuments nationaux)[2]